# Giovanni Maroni

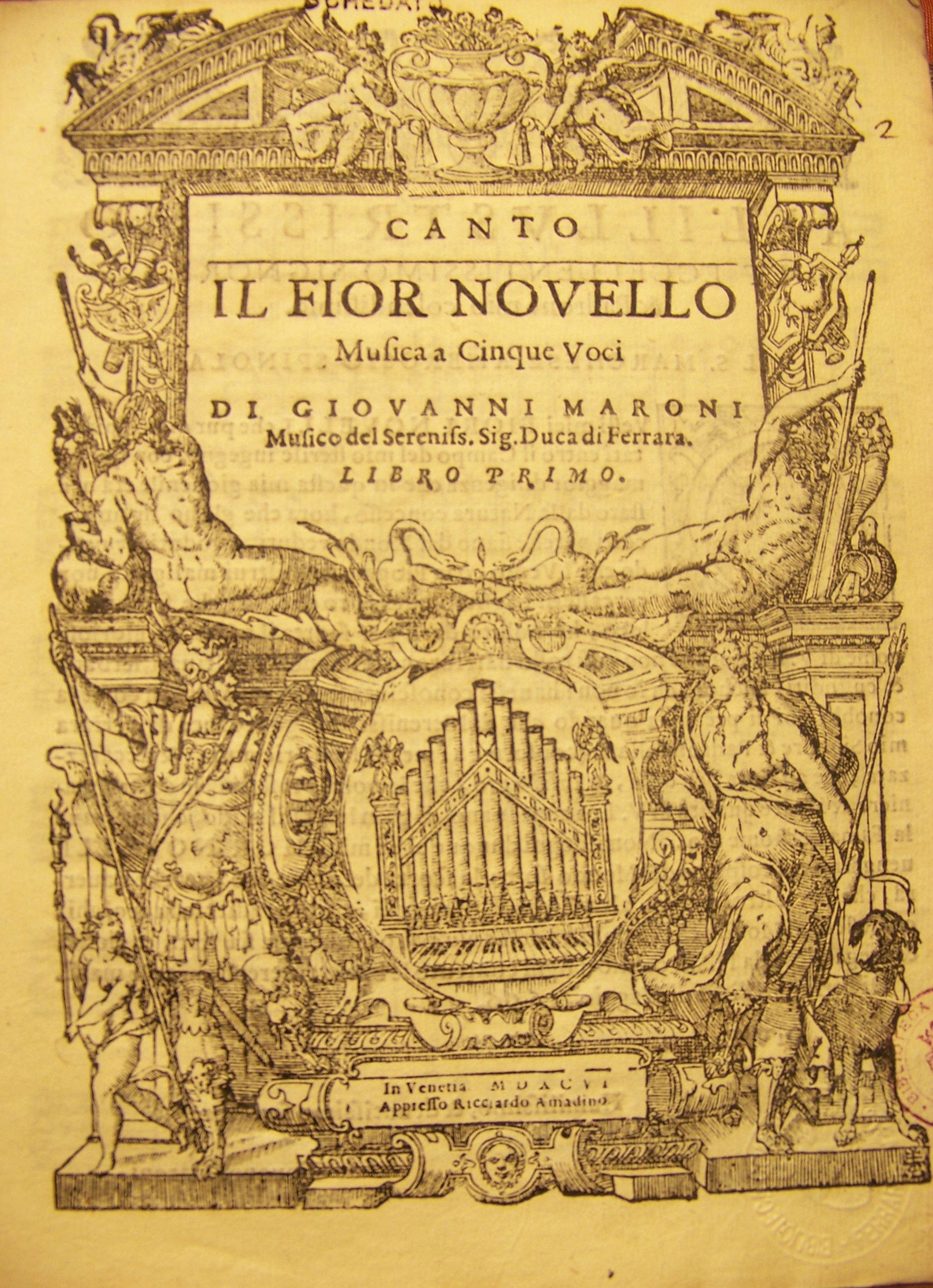
Frontespizio del "Il Fior novello, musica a cinque voci, libro primo" (1596) di Giovanni Maroni.

Giovanni Maroni (Ferrara, seconda metà XVI secolo – Lodi, prima metà XVII secolo) è stato un musicista e compositore italiano, vissuto nel tardo rinascimento e nel primo barocco.

## Biografia
Si ipotizza che Giovanni Maroni sia nato a Ferrara nella seconda metà del XVI secolo. Il suo nome compare per la prima volta nel “bollettino dei salariati” della corte estense, dal quale emerge che fu al servizio di Alfonso II dal 1592 al 1597. Nella dedica del Fior novello, datata 20 maggio 1596, il musico afferma di essere nella sua “giuvanile età”. Dunque è plausibile che Maroni fosse un giovane musico alle prese con la sua prima pubblicazione, forse allievo del celebre maestro Luzzasco Luzzaschi. Alcune fonti citate nei lavori storiografici di Antonio Bertolotti, Anthony Newcomb e Donald Sanders attestano un suo impiego occasionale quale organista al servizio dei Gonzaga a Mantova nel 1597. Fonti indirette confermano che Maroni fu il primo maestro di cappella della Cattedrale di Ferrara dopo la Devoluzione allo Stato pontificio avvenuta nel 1598. Forse fu insignito di questo incarico già nel 1596, anno della morte del maestro Paolo Isnardi, incarico che terminò nel 1612, anno della nomina di Pietro Maria Marsolo. Agostino Superbi nell’Apparato de gli huomini illustri della città di Ferrara (1620) e Romano Micheli nella sua opera Musica vaga et artificiosa (1615) riferiscono il suo trasferimento a Lodi già nel 1615, ove pare assunse l'incarico di maestro del duomo.

## Opere
Nell'Apparato de gli huomini illustri della città di Ferrara di Agostino Superbi, datato 28 Settembre 1620, si dice:
Unica opera pervenuta di Maroni è Il Fior novello, musica a cinque voci, libro primo, edito da Ricciardo Amadino nel 1596 a Venezia e dedicata al Marchese Ambrogio Spinola . La dedica al giovane Spinola è forse legata al tentativo di Alfonso II di cercare nuove alleanze politiche con il fine di scongiurare la Devoluzione di Ferrara allo Stato pontificio.
I testi poetici musicati nel Fior novello, poco originali sotto il profilo artistico, si presentano conformi alle caratteristiche stilistiche delle composizioni eseguite presso la corte estense negli ultimi anni del ducato di Alfonso II. Le musiche sono caratterizzate dall'utilizzo di tutte le tecniche in uso nel madrigale coevo. Sembrano però mancare quelle innovazioni introdotte dalla “seconda pratica”,  che negli stessi anni ebbe rilevanti esiti nella produzione di Luzzasco Luzzaschi e Carlo Gesualdo. 
Unico caso di ricezione dell’opera in epoca moderna sono le brevi citazioni di testi del Fior novello fatte da Gabriele D'Annunzio nei Taccuini e nelle Faville del maglio, che hanno il carattere di un gioco di erudizione e di ricerca del “testo raro”, elementi caratteristici della poetica di D’Annunzio.